# ابراهیم ادرنوی
ابراهیم بن حمزه اِدِرنَوی همچنین شهرت‌یافته به تاج‌الدین تیرَوی (؟ -۱۵۶۲م) صوفی ترکی در سدهٔ دهم هجری/شانزدهم میلادی بود. زادگاهش شهر «تیره» بود. در سال‌های پس از ۹۳۳ق به مسجد جامع نقطه‌چی در ادرنه به تدریس می‌پرداخت و به آن شهر، نام نسبت گرفت. سپس به مکه مهاجرت کرد و تا پایان عمر مجاور ماند. جامع الأنوار و نزهة الأبصار را ادرنه نگاشت؛ تفسیرها و مواعظی از او به جای مانده است.